# Fistulina hepatica
La Fistulina hepatica è l'unica specie del genere Fistulina in Europa,  appartiene ai basidiomiceti e presenta sporata color rosa. È sessile ed ha l'imenio con tubuli facilmente separabili.
È un fungo ricercatissimo in alcune zone d'Italia, mentre è sconosciuto in altre.  Spesso appellato col nominativo di lingua di bue, è consumato prevalentemente crudo, tagliato a pezzettini con l'insalata.

## Etimologia
Dal latino fistula = "tubo" e hepar = "fegato".

## Descrizione

### Cappello
Mediamente di 10 – 20 cm di diametro con uno spessore di 7–8 cm, può tuttavia raggiungere dimensioni ragguardevoli (sono stati trovati esemplari lunghi fino a due metri);  molle, carnoso, simile ad una sorta di lingua o fegato, sessile o con un gambo breve; cuticola di colore aranciato oppure rosso sangue, viscida, gelatinosa, finemente rugosa.

### Tubuli
10–15 mm, liberi, cilindrici, corti, gialli in gioventù, poi rosei per via della sporata.

### Pori
Circolari, prima biancastri poi rosso-brunastri in età avanzata.

### Gambo
Circa 3 cm, tozzo e cilindrico, tuttavia spesso non risulta presente.

### Carne
Molle, venata, più coriacea con l'età; intrisa di un lattice color rosso sangue spesso abbondante e talvolta acquoso, fibrosa. Se tagliata, vira molto lentamente all'aria verso il rosso scuro e successivamente tende al marrone scuro.
Odoreappena percepibile e non ben definibile, complesso, come di carne, grato. Un po' forte alla cottura.
Saporegrato, acidulo e/o dolciastro, più o meno con retrogusto amarognolo.

### Spore
4-6 x 3-4 µm, color rosa in massa, ialine, ovoidali, lisce.

## Distribuzione e habitat
È un fungo parassita, cresce su tronchi di latifoglie, querce, ma più frequentemente su castagni, in estate-autunno.

## Commestibilità
Discreto commestibile, si può consumare anche crudo. Occasionalmente può dare fastidio l'odore intenso che sprigiona alla cottura.

È un fungo ricco di vitamina C.

Consumato in grosse quantità può rivelarsi pesante da digerire.

## Tassonomia

### Specie simili
Difficilmente confondibile con altre specie non commestibili;  inconfondibile per la sua forma di lingua e per la sua carne che assomiglia a quella di un fegato.

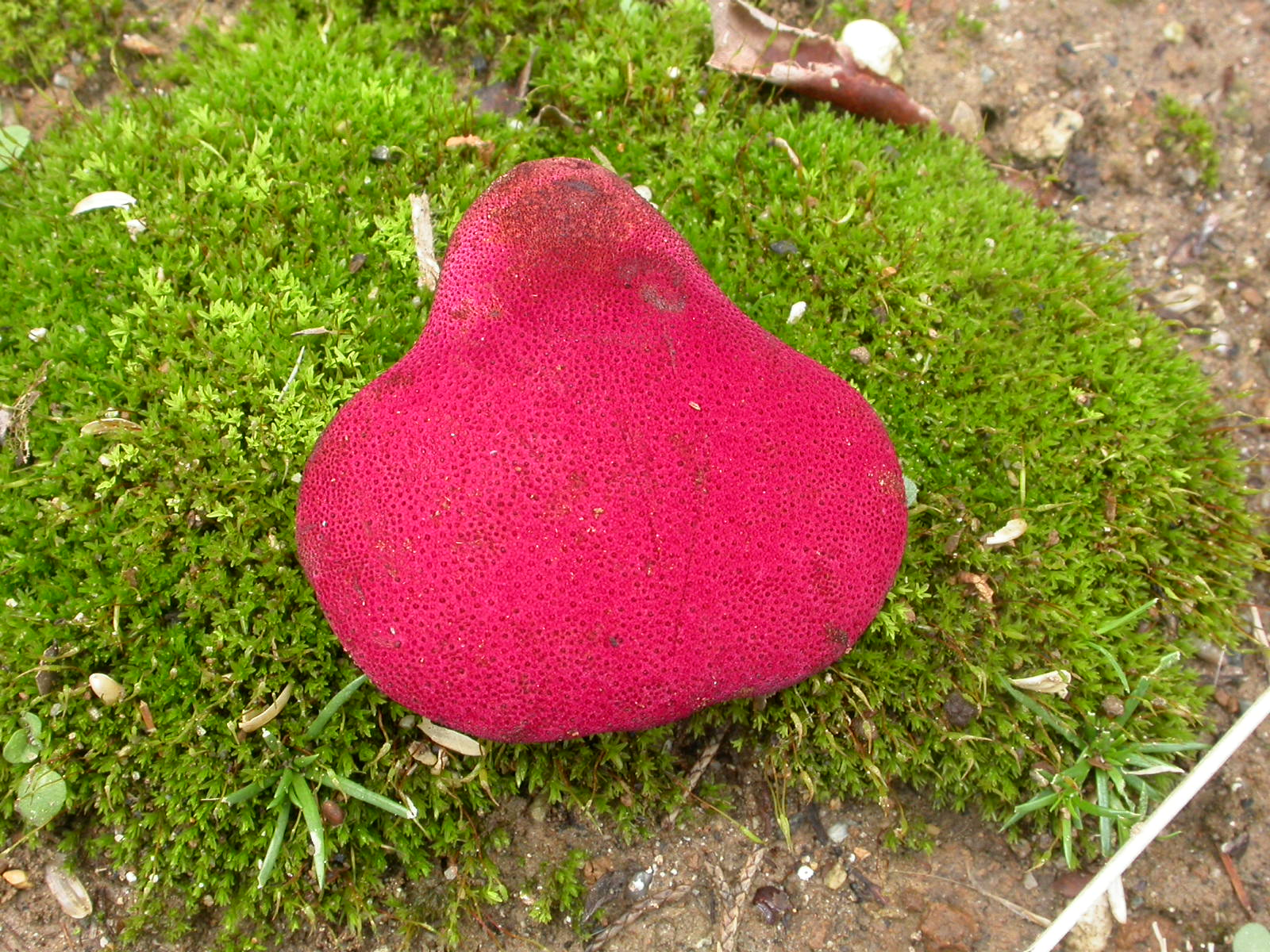
F. hepatica

### Nomi comuni
- Fegatello
- Lingua di bue

### Sinonimi e binomi obsoleti
- Agarico-carnis lingua-bovis Paulet, Traité Champ., Atlas 2: 98 (1793)
- Boletus buglossum Retz., K. svenska Vetensk-Akad. Handl. 30: 253 (1769)
- Boletus bulliardii J.F. Gmel., Systema Naturae 2: 1436 (1792)
- Boletus hepaticus Schaeff., Fungorum qui in Bavaria et Palatinatu circa Ratisbonam nascuntur 4: 82 (1774)
- Fistulina buglossum (Retz.) Pers., Neues Mag. Bot. 1: 109 (1794)
- Fistulina endoxantha Speg., Fungi Fuegiani 25: 87 (1921)
- Fistulina hepatica var. endoxantha (Speg.) J.E. Wright, Boln Soc. argent. Bot. 9: 225 (1961)
- Fistulina sarcoides St.-Amans, Fl. agen.: 547 (1821)
- Hypodrys hepaticus (Schaeff.) Pers., Mycol. eur. (Erlanga) 2: 148 (1825)